# Strichtarn
Strichtarn ist die Bezeichnung für ein um 1960 vorgestelltes Tarnmuster der Kampfanzüge und persönlichen Ausrüstungen mehrerer Armeen.

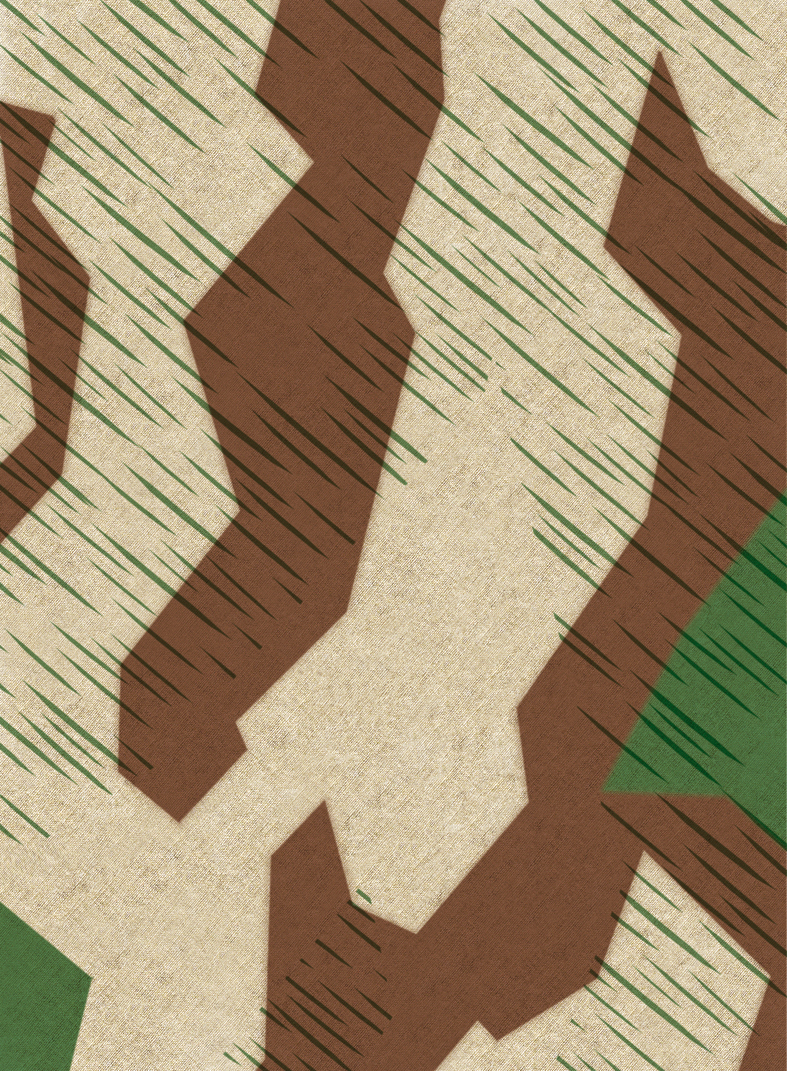
Der deutsche Buntfarbenaufdruck 1931 bildete die Grundlage für das Strichtarnmuster

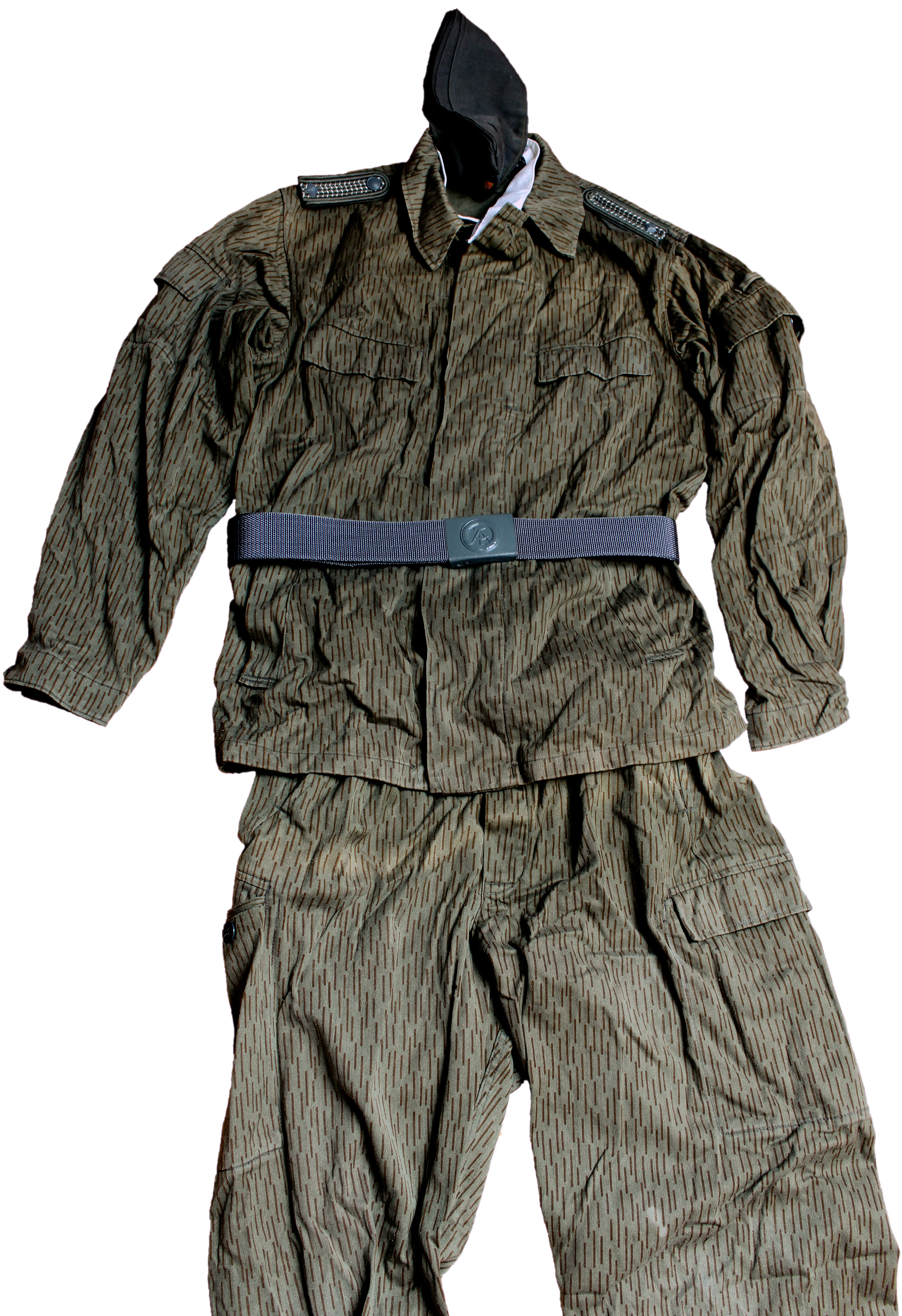
Strichtarn der NVA (Sommerfelddienstanzug)

Das Strichtarnmuster ist für den Einsatz zu allen Jahreszeiten in Mitteleuropa aus dem Buntfarbenaufdruck 1931 (Splittertarn) der Reichswehr entwickelt worden. Optisch erscheint das Strichtarn als Zweifarbentarnmuster, das die Tradition des Buntfarbenaufdrucks wiederaufnimmt und in reduzierter Form dessen in eine Richtung weisende gestrichelte Linien kopiert.

## Strichtarn in verschiedenen Ländern

### Polen
In Polen war 1956 ein Splittertarnmuster eingeführt worden, das sich in seinem Gesamterscheinungsbild vollkommen am Reichswehr-Buntfarbenaufdruck 1931 orientierte. Es wurde jedoch bereits um 1960 wieder ausgemustert. In dieser Zeit erschien als Nachfolger das polnische Strichtarnmuster (wz58 „Deszczyk“ – Regen), von dem es mehrere Varianten gibt. Polen gilt als „Erfinder“ des vereinfachten Strichtarnmusters.

### Tschechoslowakei
Die tschechoslowakische Volksarmee führte 1953 ein Tarnmuster auf Basis des Sumpftarnmusters der deutschen Wehrmacht ein. 1963 wurde dieses von einem einfachen Strichtarn-Muster („jehliči“ – Nadel) abgelöst.

### Deutsche Demokratische Republik
Bei der Nationalen Volksarmee (NVA) und dem Ministerium des Inneren (MdI) wurde bis 1967 als Stoffmuster ein Flecktarn mit der umgangssprachlichen Bezeichnung „Blumentarn“ hergestellt, bis 1971 verarbeitet und bis Ende der 70er Jahre eingesetzt.
Dieses wurde ab 1965 langsam vom Strichtarnmuster („Ein Strich – kein Strich“) nach polnischem Vorbild ersetzt. Strichtarn wurde zusammen mit einem neuen Feldanzug, dem „Kampfanzug 64“, und weiteren Ausrüstungsgegenständen (Sturmgepäck, Zeltbahnen, Stahlhelm-Tarnbezüge, Feldflaschen, Kleidersäcke, Gerätetaschen u. ä.) in der NVA vorgestellt. Das Muster nimmt eine Tradition des Splittertarns wieder auf und kopiert in radikal vereinfachter Form dessen in eine Richtung weisende gestrichelte Linien.
Das DDR-Strichtarn wurde in zwei Varianten gefertigt, die Variante 1 mit dünneren braunen Strichen auf sandgelbem Grund (Herstellung von etwa 1965 bis 1966/67) und die Variante 2 mit etwas dickeren braunen Strichen auf oliv-bräunlichem Grund (Herstellung von etwa 1967 bis 1990).
Das Strichtarnmuster wurde auch von anderen bewaffneten Formationen verwendet, wie ab 1971 der Zollverwaltung der DDR. Es verschwand mit der Auflösung der NVA ab 1989 aus dem allgemeinen militärischen Gebrauch in Deutschland, auch wenn nach der deutschen Einheit übergangsweise noch Strichtarn-Uniformen der Volkspolizei-Bereitschaft mit auf dem Rücken hinzugefügten weißem POLIZEI-Aufdruck bei den Bereitschaftspolizeien der Länder eingesetzt wurden.
Strichtarn ist neben dem 1990 von den schwedischen Streitkräften eingeführten Splittertarn die bisherige Endstufe der Weiterentwicklung des Buntfarbenaufdrucks 31 der Reichswehr.

### Bulgarien
Ab dem Ende der 1960er Jahre wurden in Bulgarien verschiedene Tarnmuster in Anlehnung an das Splittertarn-Muster eingeführt. Darunter war auch eine vereinfachte Variante, ähnlich der Strichtarns der anderen Warschauer Vertragsstaaten.

### Südwestafrika (heute: Namibia)
Die Regierung der DDR, welche die südwestafrikanische SWAPO in ihrem Kampf gegen die rassistische Regierung unterstützte, rüstete auch Kontingente der Befreiungsarmee mit Strichtarnuniformen aus. Doch auch die Gegner der SWAPO, die südafrikanische Armee (SADF), rüstete einige Einheiten mit Strichtarn aus und stellte dafür in kleinem Rahmen identische Kopien der NVA-Uniform her.

### Südafrika
In Südafrika waren Uniformen mit Strichtarnmuster noch nach 2003 in der Armee im Einsatz.

### Jugoslawien
Mit Auflösung der NVA ab 1989/1990 wurden auch die Uniformbestände verkauft. So war NVA-Strichtarn-Kleidung in Europa zuletzt in größerem Stil bei Söldnern während der Jugoslawienkriege (1991 bis 1999) zu sehen.

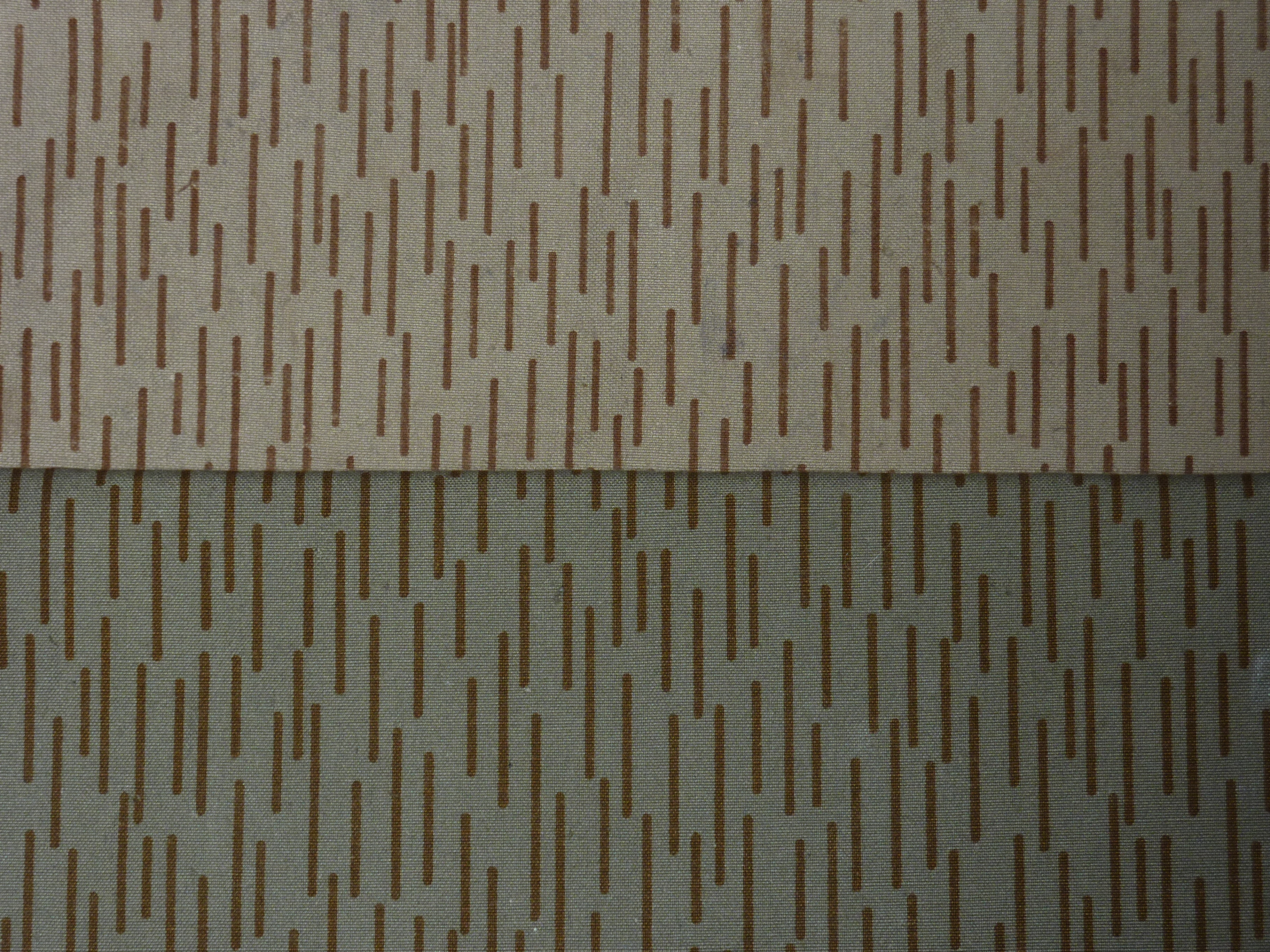
NVA-Strichtarnmuster von 1966 oben und 1982 unten
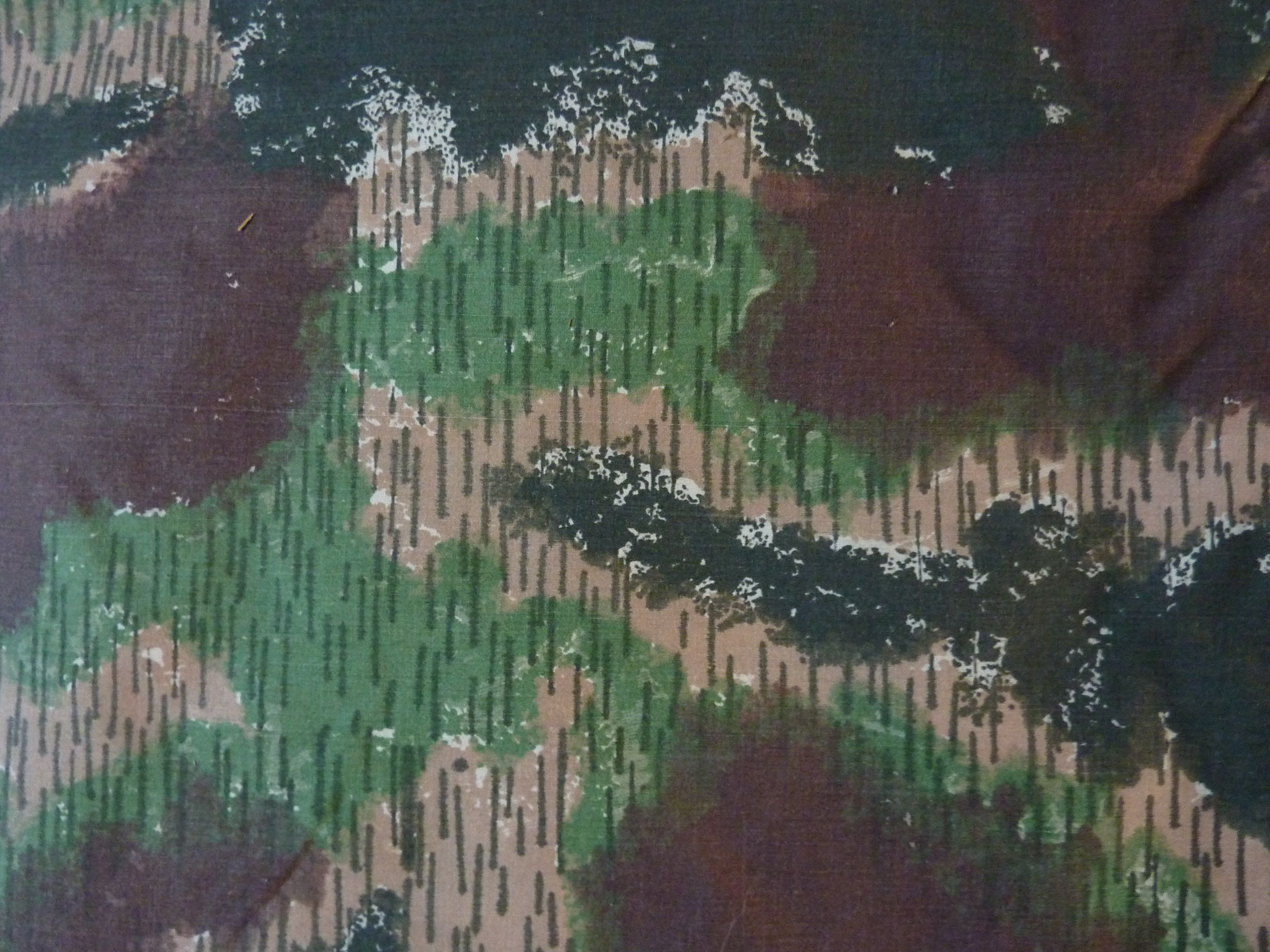
Das Tarnmuster der Tschechoslowakischen Arme von 1953 verwendete ebenfalls Striche als Grundlage
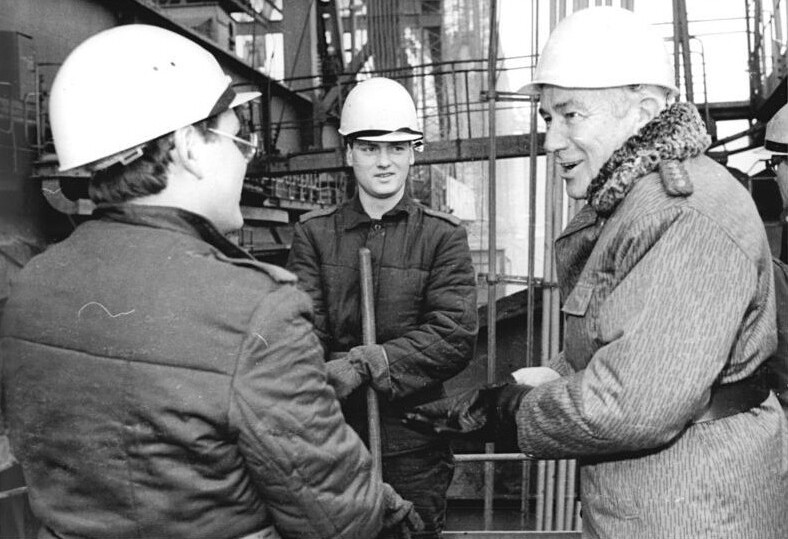
Armeegeneral Heinz Hoffmann (rechts) in Winterfelddienstuniform
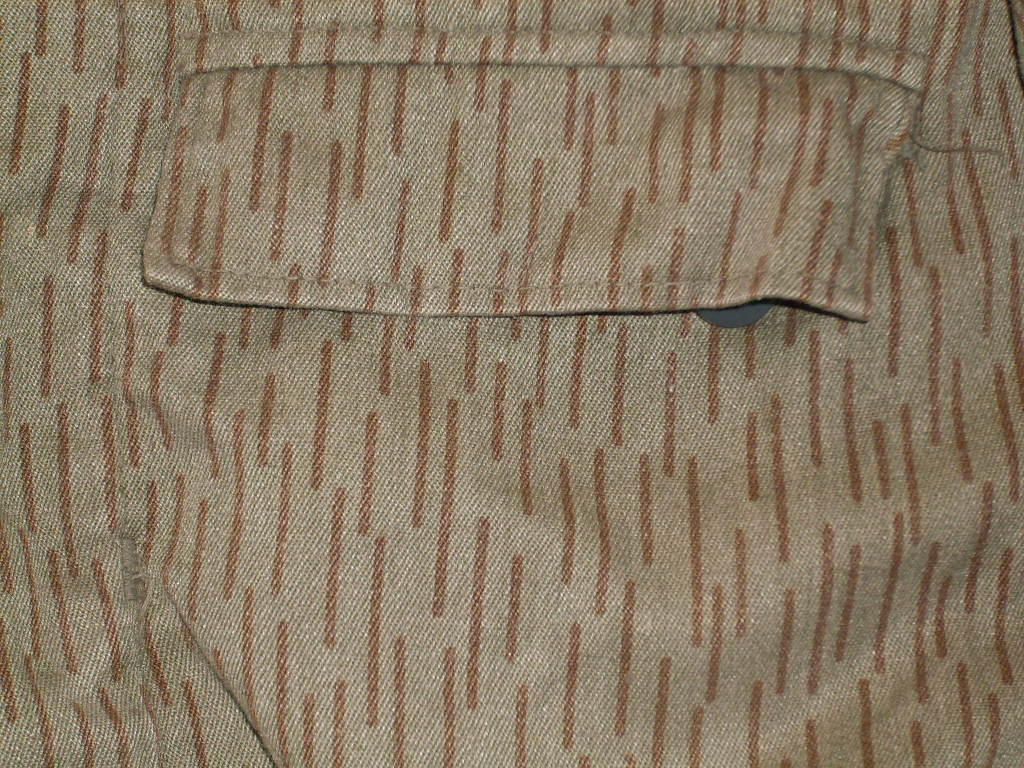
NVA-Strichtarn im Detail